# Nadežda Čižova
Nadežda Vladimirovna Čižova (rusko Надежда Владимировна Чижова), ruska atletinja, * 29. september 1945, Usolje-Sibirskoje, Sovjetska zveza.
Nastopila je na poletnih olimpijskih igrah v letih 1968, 1972 in 1976, kjer je osvojila je vse tri medalje v suvanju krogle, zlato leta 1972. Na evropskih prvenstvih je osvojila štiri zaporedne naslove prvakinje, na evropskih dvoranskih prvenstvih pa pet zlatih ter po eno srebrno in bronasto medaljo. Devetkrat je postavila svetovni rekord v suvanju krogle med letoma 1968 in 1973.